# Astragalus aberrans
Astragalus aberrans es una especie de arbusto perteneciente a la familia de las leguminosas. Es originaria del Norte de África en Marruecos

## Taxonomía
Astragalus aberrans fue descrita por  Förther & Podlech y publicado en Sendtnera 8: 49. 2002.
Etimología
Astragalus: nombre genérico que significa "hueso del tobillo" y un nombre antiguo aplicado a algunas plantas de esta familia debido a la forma de las semillas.
aberrans: epíteto latino que significa "desviada de la norma".